# Epinephelus amblycephalus
Epinephelus amblycephalus (лат.) — вид лучепёрых рыб из семейства каменных окуней (Serranidae). Распространены в восточной части Индийского океана и западной части Тихого океана. Максимальная длина тела 50 см.

## Описание
Тело несколько удлинённое, покрыто ктеноидной чешуёй. Высота тела меньше длины головы, укладывается 2,5—3,0 раза в стандартную длину тела (для особей длиной от 12 до 35 см). Длина крупной головы в 2,1—2,4 раза меньше стандартной длины тела. Межглазничное пространство выпуклое. Предкрышка закруглённая, с 3—6 зазубринами в углу. Верхний край жаберной крышки немного выпуклый. Верхняя челюсть доходит до вертикали заднего края глаза. В передней части нижней челюсти проходят два латеральных ряда зубов. Ноздри почти одинакового размера, или задние немного крупнее передних. На жаберной дуге 22—24 жаберных тычинок, из них на верхней части жаберной дуги 8 жаберных тычинок, а на нижней части 14—16. Длинный спинной плавник с 11 жёсткими колючими лучами и 15—16 мягкими лучами; третий или четвёртый жёсткий луч наиболее длинный. В анальном плавнике 3 жёстких и 8 мягких лучей. Грудные плавники с 18—19 мягкими лучами, равны по длине с брюшными плавниками. Хвостовой плавник закруглённый. Боковая линия с 47—52 чешуйками.
По бокам тела проходят пять широких тёмно-коричневых полос. Первые две полосы заходят на колючую часть спинного плавника; 3-я и 4-я полосы заходят на мягкую часть спинного плавника и на анальный плавник; пятая полоса располагается у основания хвостового стебля. В верхней части полос разбросаны мелкие чёрные пятна, преимущественно по краям полос. На затылке расположено тёмно-коричневое седловидное пятно с чёрными пятнышками по краям. Щёки, рыло, межглазничное пространство, челюсти и грудь тёмно-коричневые с 2—3 белыми полосками, расходящимися от глаз. Брюхо и нижняя часть головы часто с розоватым оттенком. По середине хвостового плавника проходит прерывистая чёрная полоска. Бороздка на верхней челюсти жёлтого цвета. Молодь длиной менее 6 см белого цвета с чёрными полосами на теле; плавники бледно-жёлтые с небольшими чёрными пятнами.
Максимальная длина тела 50 см.

## Ареал и места обитания
Восточная часть Индийского океана: Андаманское море, Арафурское море и на юг до северо-западной Австралии. Западная часть Тихого океана: от юга Японии, Тайвань, Китай, Вьетнам, Филиппины, Малайзия, Индонезия, Папуа-Новая Гвинея, Фиджи.
Морские придонные рыбы. Обитают у скалистых и коралловых рифов на глубине от 50 до 130 м.

## Взаимодействие с человеком
Имеют промысловое значение в Гонконге. Ловят ручными ярусами. Реализуются в свежем виде.